# 231 км (зупинний пункт)
231 кіломе́тр — пасажирська зупинна залізнична платформа Криворізької дирекції Придніпровської залізниці на лінії Нижньодніпровськ-Вузол — Апостолове.
Розташована на півночі села Новомиколаївка Дніпровського району Дніпропетровської області між станціями Сурське (4 км) та Привільне (16 км).
По платформі щоденно проходить пара дизель-потягів у напрямку Дніпра-Лоцманської та пара в напрямку Апостолового.